# Трипериден
Трипериден (Норакин, Norakin). 1- [Трицикло(2.2.1.0 2,6) гепт-2-ил]-1-фенил-3-пиперидинопропан-1-ола гидрохлорид.
Синоним: Triperiden hydrochorid.

## Общая информация
По химическому строению и фармакологическим свойствам близок к циклодолу.
Применяют при паркинсонизме. В некоторых случаях лучше переносится, чем циклодол, и даёт более выраженный эффект.
Назначают внутрь взрослым, начиная с 0,001 г (1/2 таблетки) 3 раза в день, постепенно повышая дозу до 0,002—0,006 г (1—3 таблетки) 3 раза в день; в отдельных случаях до 0,008—0,01 г (4—5 таблеток) 3 раза в день.
Производится в Германии.
По структуре и действию к норакину близок препарат бипериден (Biperiden).
Синонимы: Акинетон, Akineton, Dekinet, Ipsatol, Paraden, Tasmolin.

## Противопоказания
Возможные побочные явления и противопоказания при назначении препарата такие же, как при применении циклодола.

## Форма выпуска
Форма выпуска: таблетки по 0,002 г в упаковке по 100 штук.